# Cattleya lueddemanniana
Cattleya lueddemanniana är en orkidéart som beskrevs av Heinrich Gustav Reichenbach. Cattleya lueddemanniana ingår i släktet Cattleya och familjen orkidéer. Inga underarter finns listade i Catalogue of Life.

## Bildgalleri

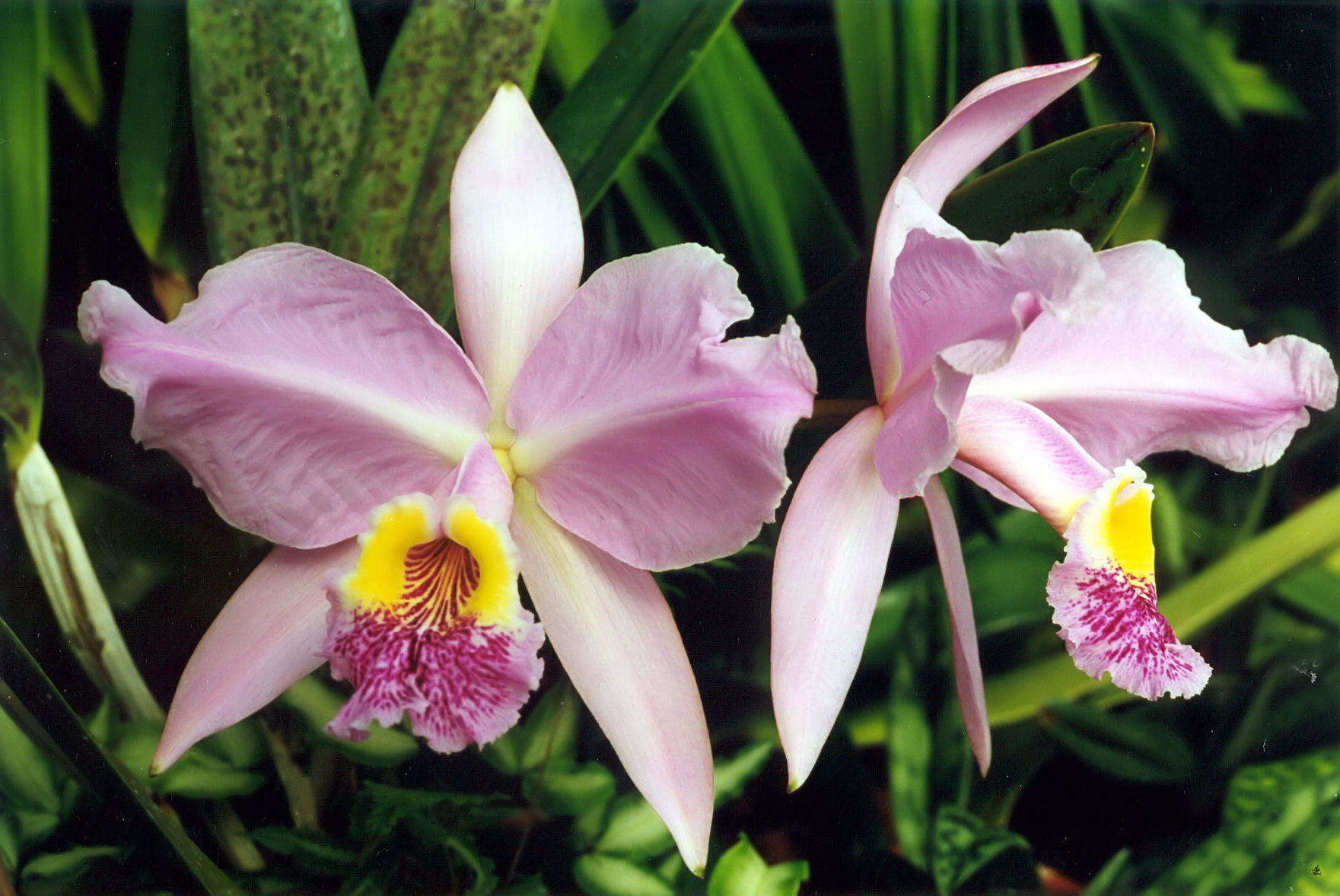
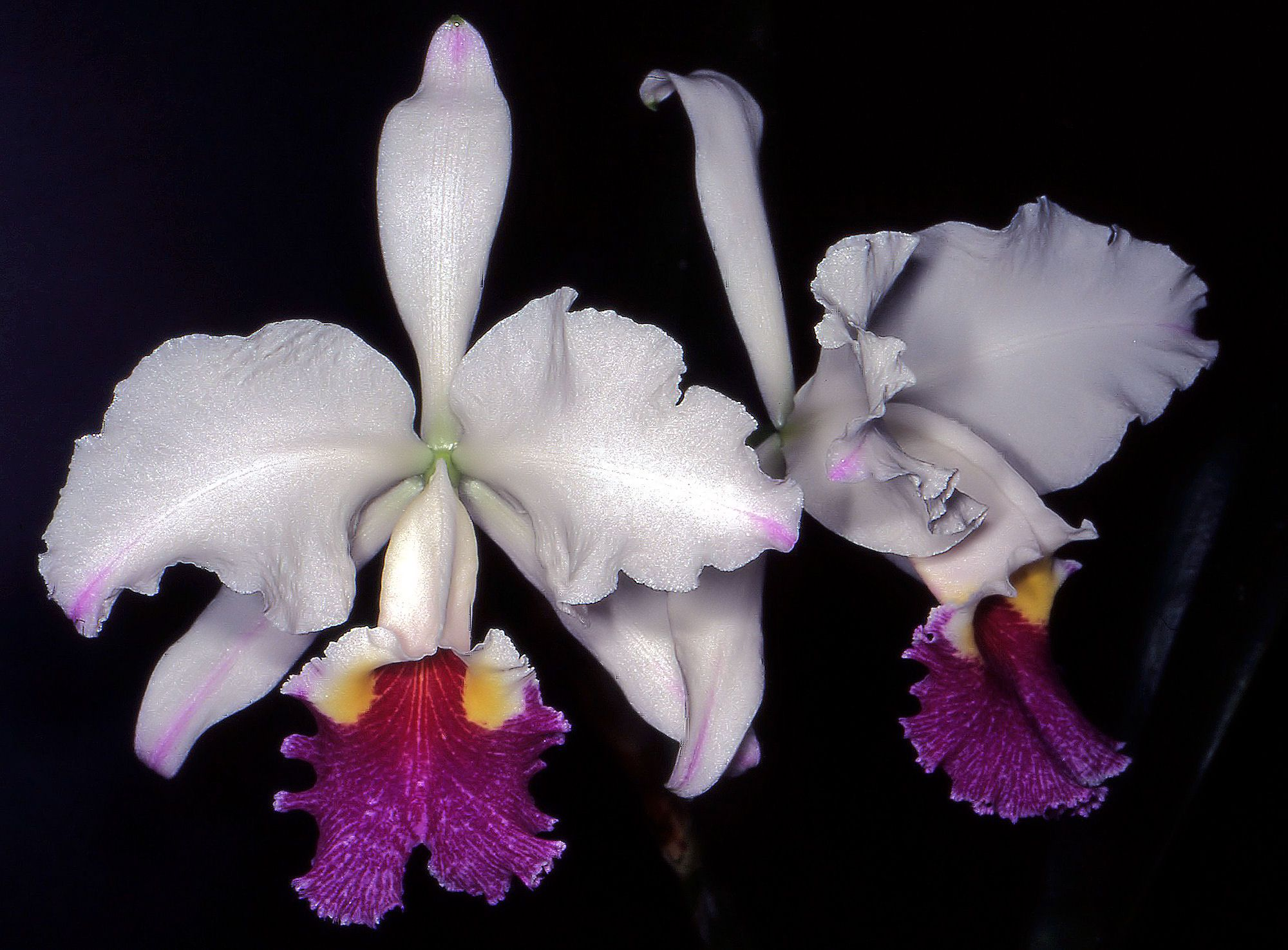
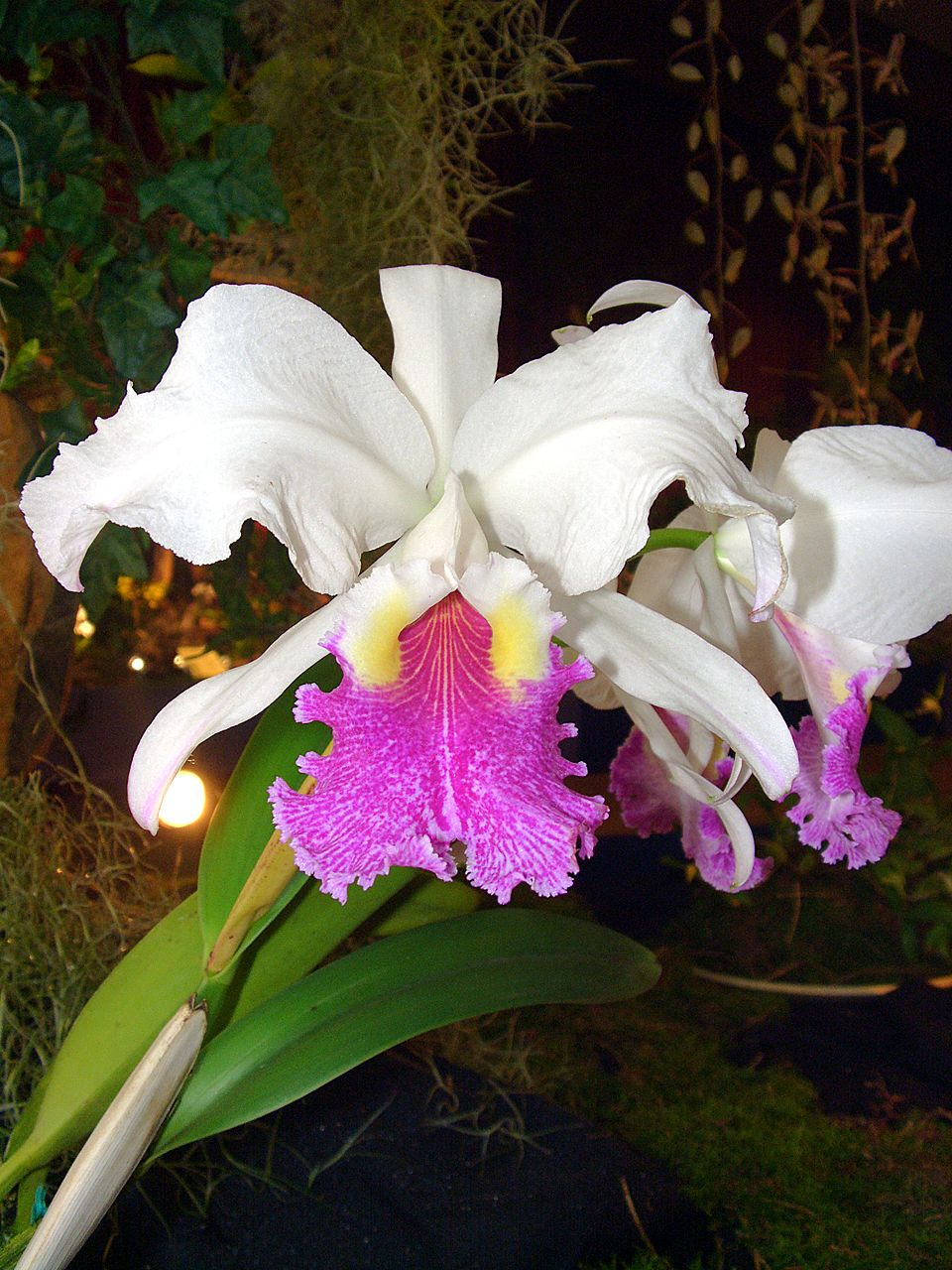
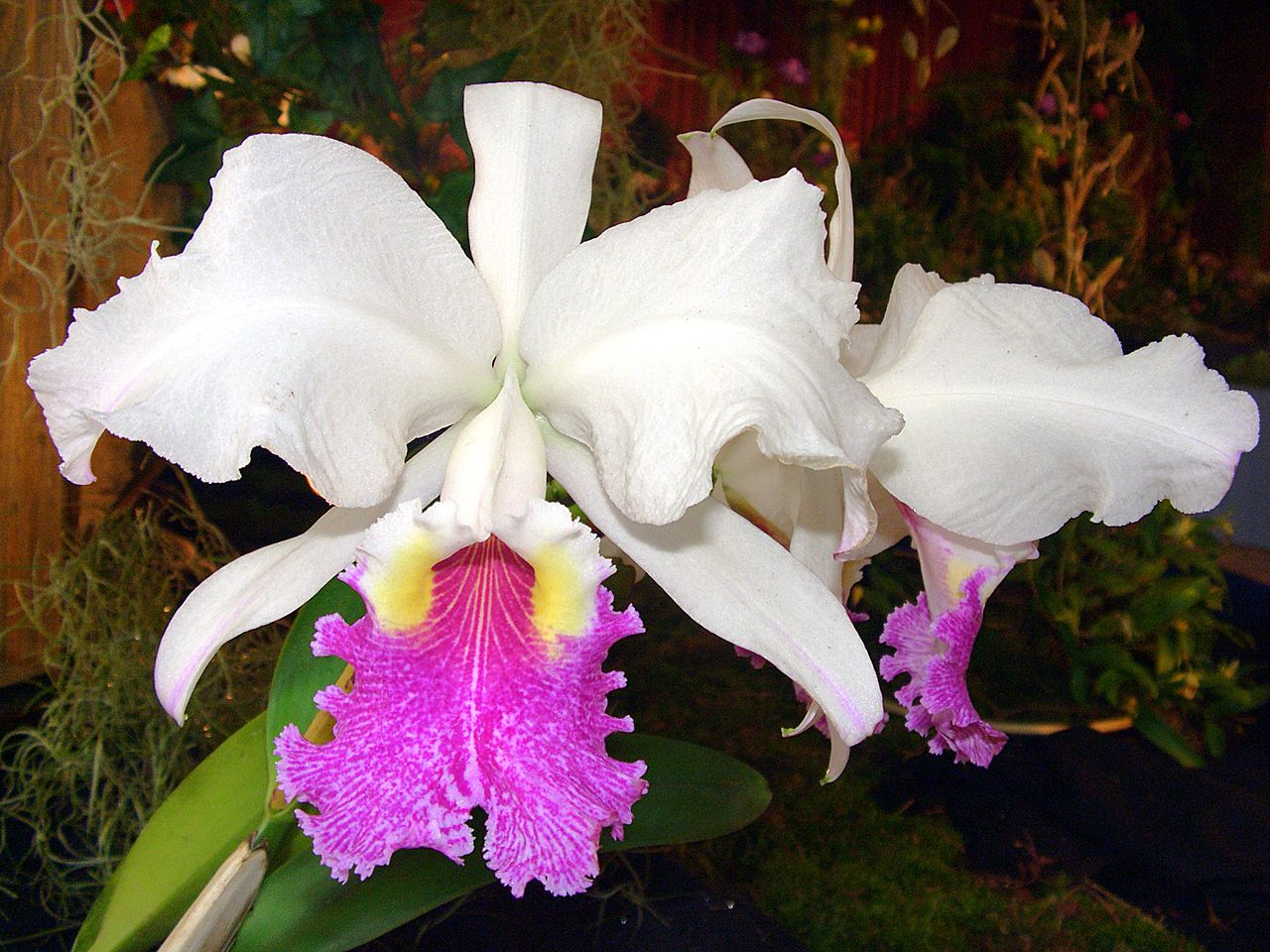
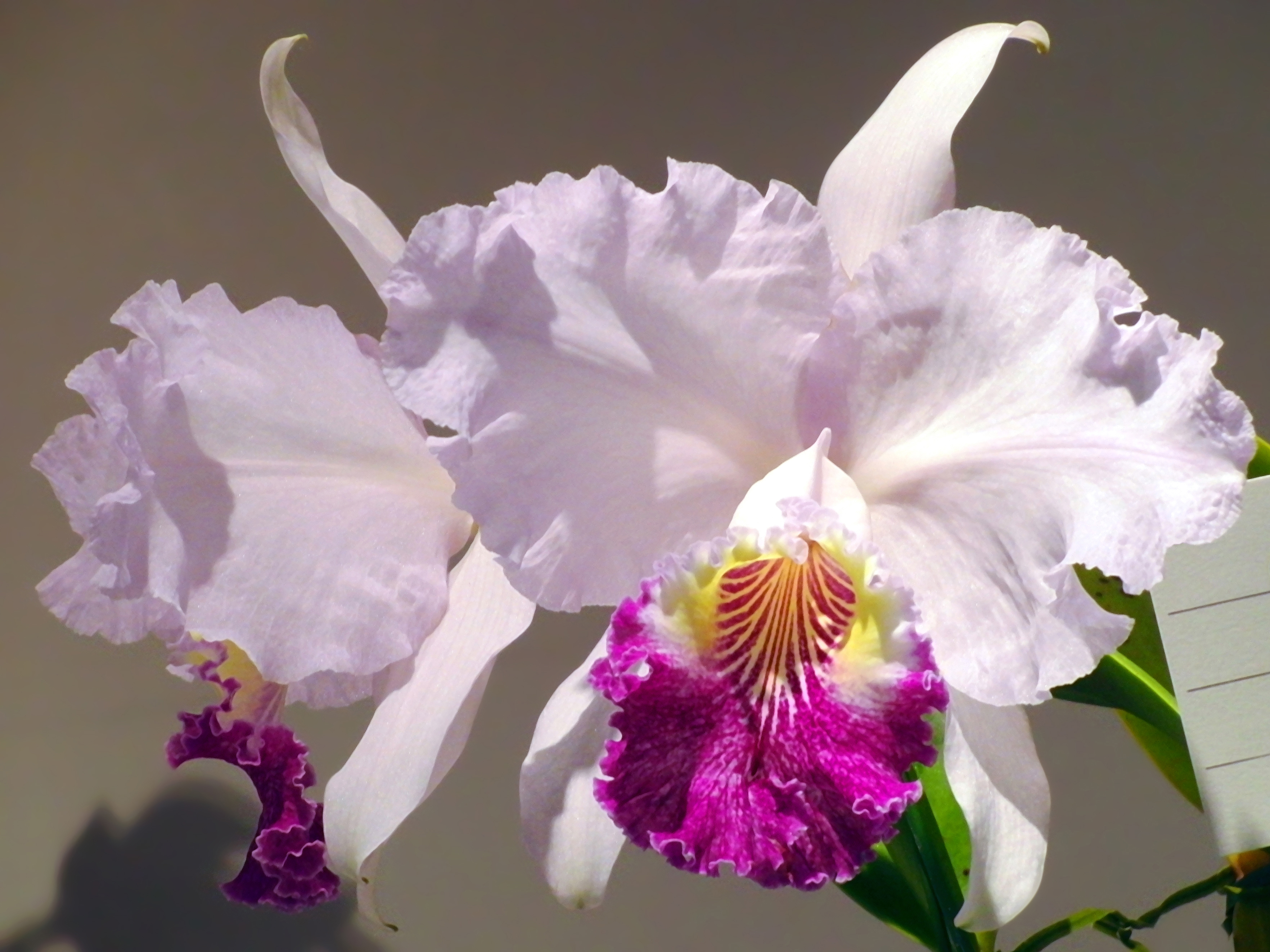
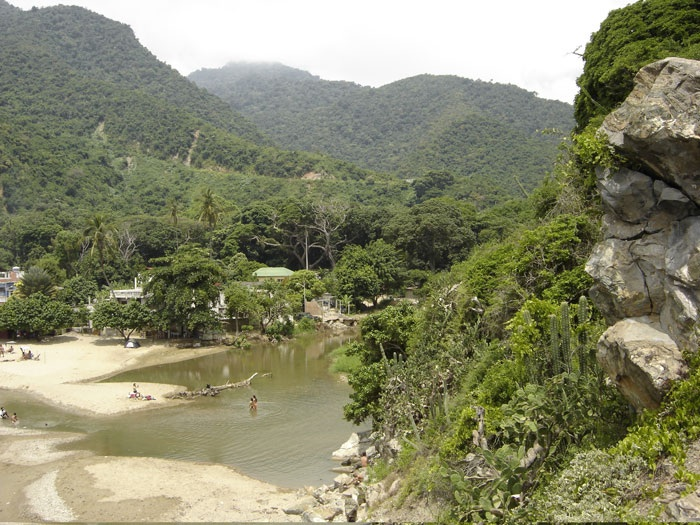